# Clerodendrum trichanthum
Clerodendrum trichanthum là một loài thực vật có hoa trong họ Hoa môi. Loài này được Bosser mô tả khoa học đầu tiên năm 1987 publ. 1988.